# Lagenocarpus compactus
Lagenocarpus compactus är en halvgräsart som beskrevs av David Alan Simpson. Lagenocarpus compactus ingår i släktet Lagenocarpus och familjen halvgräs. Inga underarter finns listade i Catalogue of Life.